# Joshua Reynolds

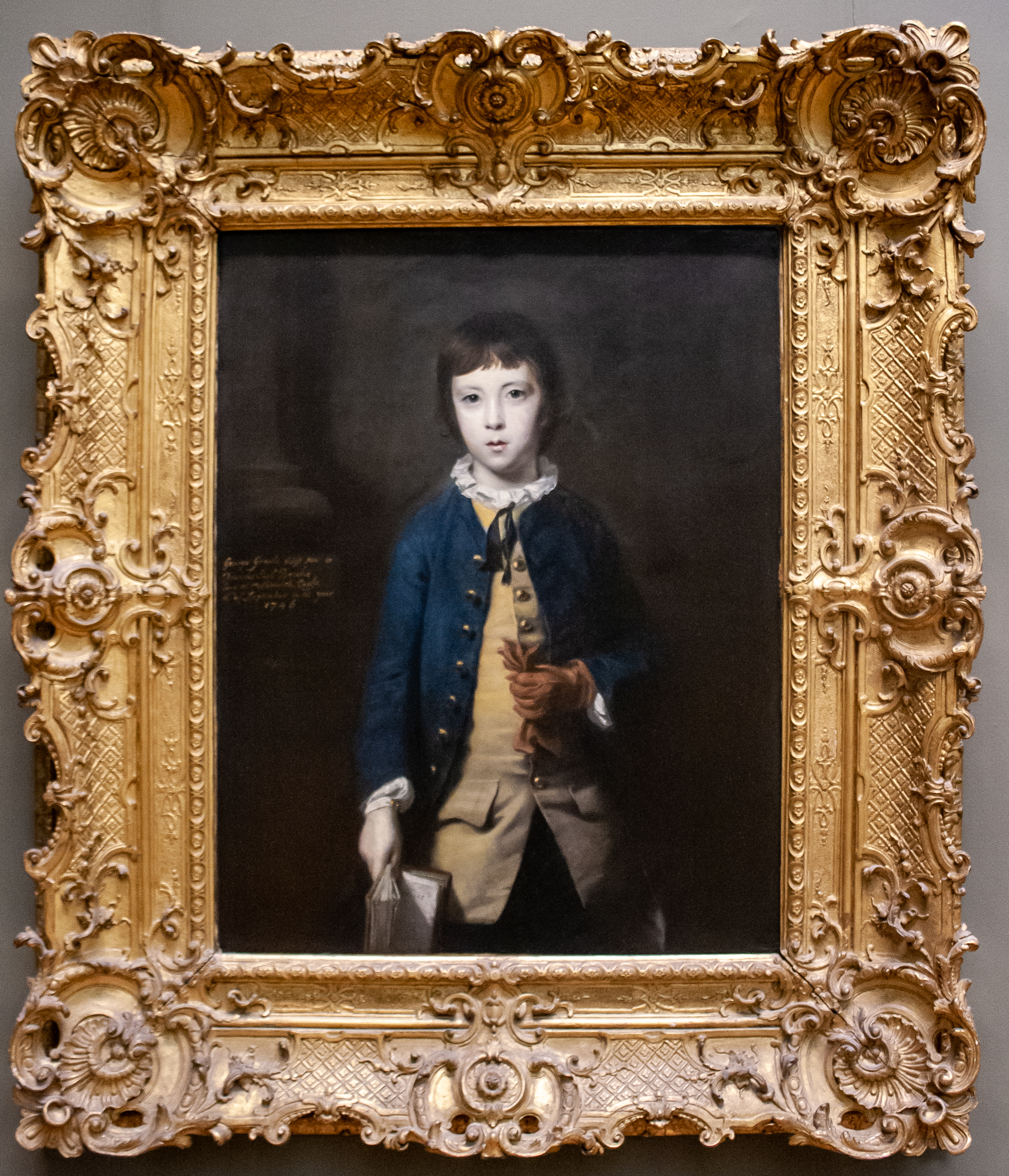
Főrend gyermekének portréja a New York-i Metropolitanben

Sir Joshua Reynolds (Plympton, Plymouth része, 1723. július 16. – London, 1792. február 23.) angol festő, a Royal Society tagja.

## Életpályája
Tizenkilenc éves korában Londonba került Thomas Hudsonhoz, aki akkor a legkedveltebb angol arcképfestők egyike volt. 1749 és 1752 között Rómában tanulmányozta a nagy olasz festők, főleg Tiziano, Correggio és Raffaello, amellett még Rembrandt, Rubens és Van Dyck műveit. Londonba visszatérve, hírneve már meg volt alapozva és csakhamar az előkelő angol körök kedvenc képmásfestője lett. Háza a legelőkelőbb társaság gyülekezőhelye, ő maga baronet és 1768-ban a londoni művészeti akadémia elnöke lett.

## Művei
Alakjainak gyakran mitológiai vagy allegóriai jelentőséget adott, a leghíresebb ezek közt Siddonsnak, a híres angol színésznőnek képmása, a tragédia múzsájának képében. Történeti és mitológiai képei: A gyermek Herkules a kígyóval; Venus és Cupido; Dido halála; A pásztorok imádása stb. kevéssé sikerültek. Mint az akadémia elnöke előkelő, magas színvonalú, tartalmas beszédeket tartott esztétikai és művészeti kérdésekről, melyek Discourses címmel jelentek meg Londonban 1778-ban. Ezeket és egyéb irodalmi műveit, útleírásait stb. kiadta Malone (London, 1809, 3 kötet) és Beechey (2 kötet, uo. 1846– 51).

## Galéria

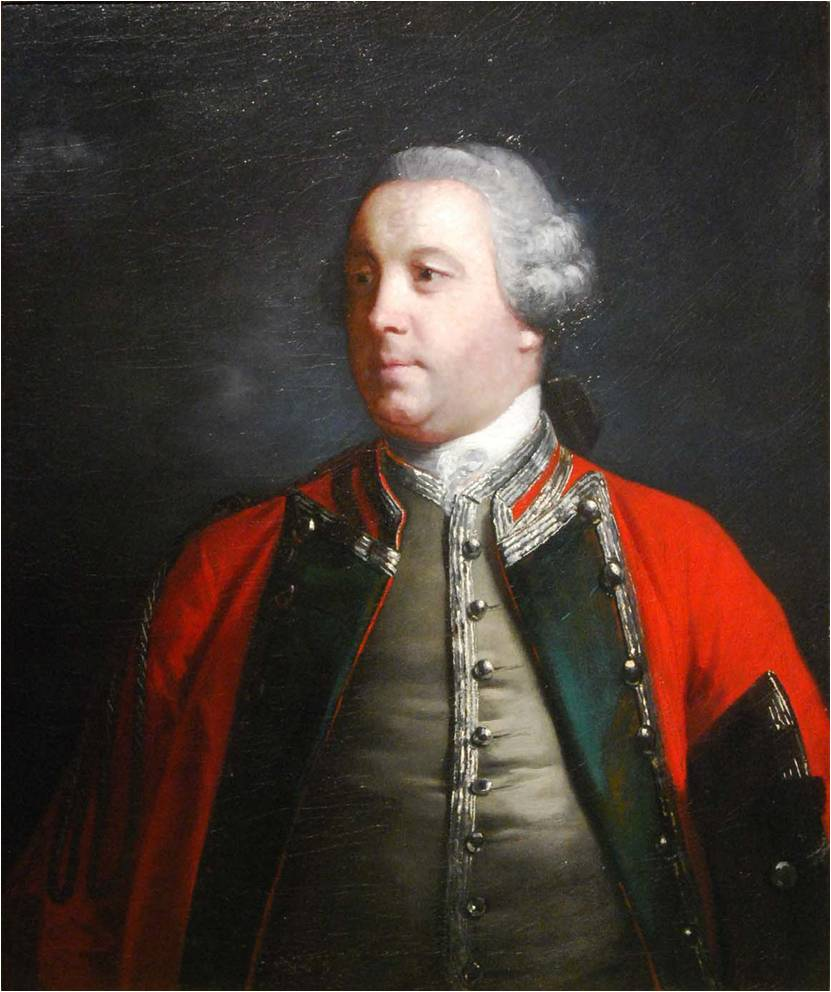
Edward Cornwallis (1756)
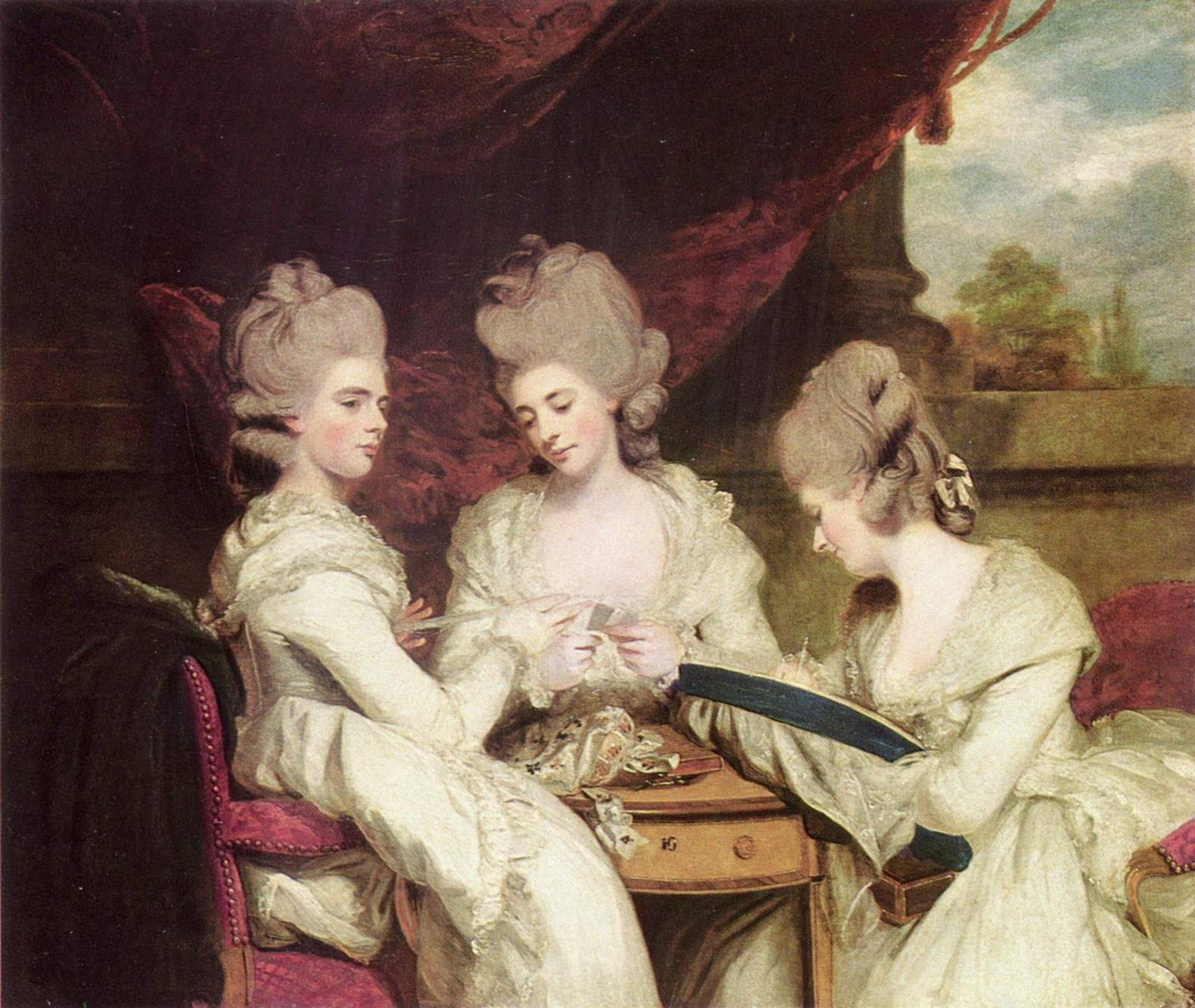
A Waldegrave nővérek (1770–80)
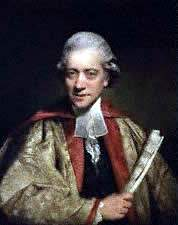
Charles Burney (1781)
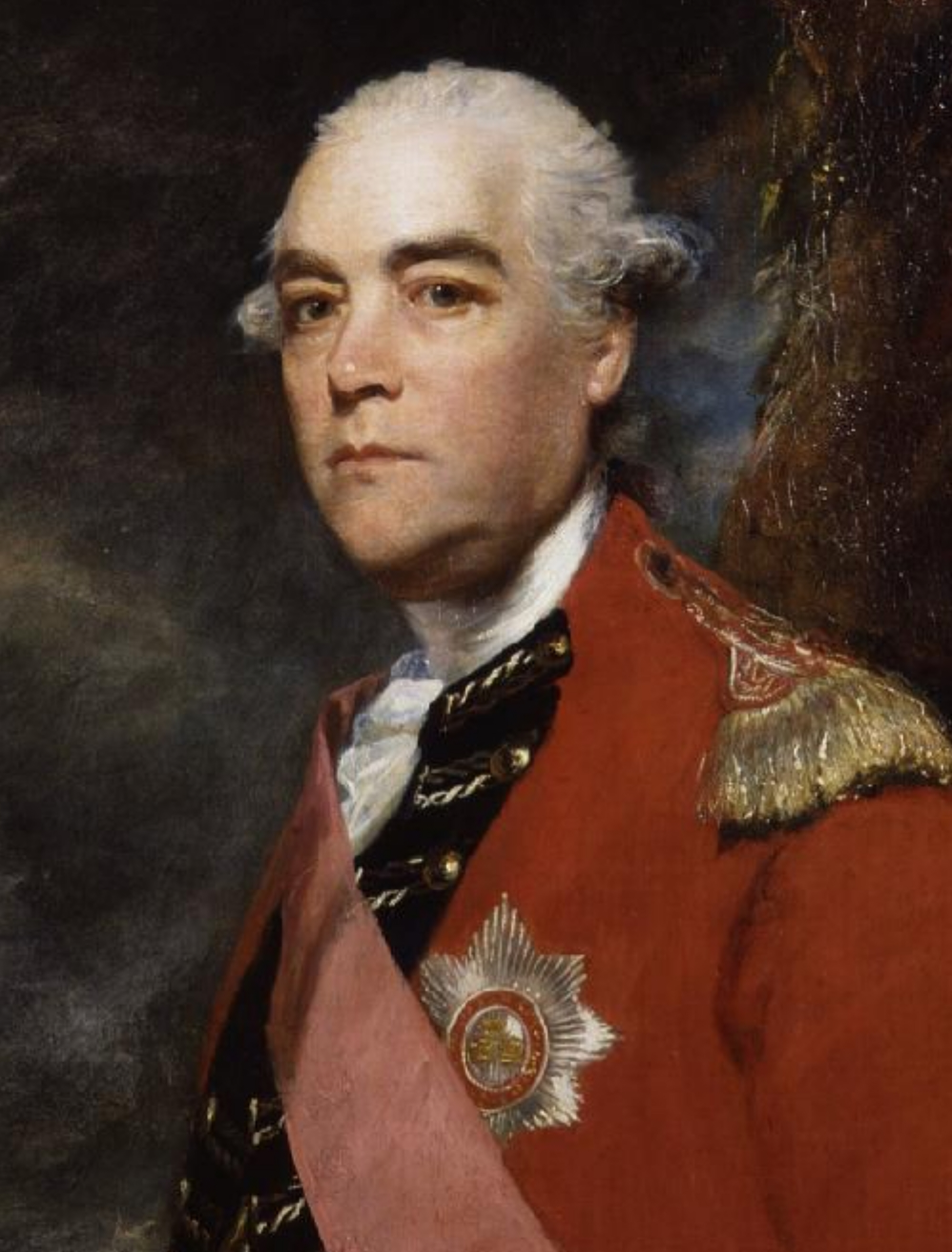
William Fawcett (1785)
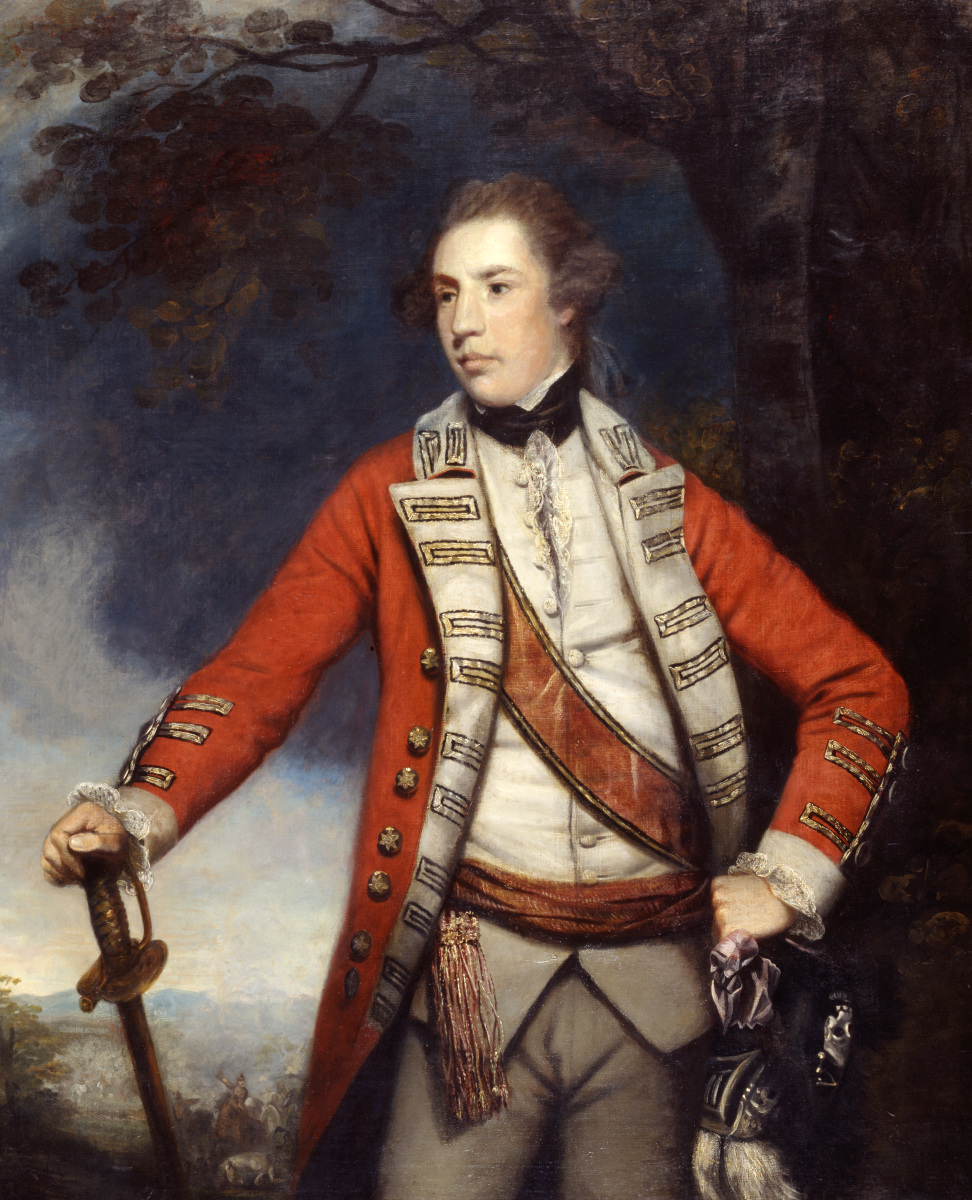
Arthur Blake (1796)